# Tillandsia tragophoba
Tillandsia tragophoba là một loài thuộc chi Tillandsia. Đây là loài đặc hữu của Chile.